# Serjical Strike Records
Serjical Strike Records est un label discographique américain, créé par Serj Tankian, chanteur et clavieriste de System of a Down et qui appartient à Universal Music Group.

## Histoire
Serjical Strike est fondé en avril 2001 par Serj Tankian (chanteur de System of a Down), et se débarrasse des restrictions des grandes maisons de disques pour créer un label « unique et imaginatif » qui offre un large éventail d'artistes et groupes. Dans les années 2010, Serj et son équipe signe plusieurs groupes de styles différents : Bad Acid Trip, Kittens for Christian, Slow Motion Reign, et Fair to Midland, tout en établissant de bonnes relations avec Columbia Records. Serj a également travaillé avec Arto Tuncboyaciyan sur un album en collaboration, Serart, issu de Serjical Strike. L'album/DVD live Axis of Justice : Concert Series Volume 1 et Enter the Chicken (2005) de Buckethead and Friends sont produits sous le label Serjical Strike. Le premier album solo de Serj Tankian, Elect the Dead, est également publié sur Serjical Strike Records, en plus de Reprise Records. En août 2007, Serjical Strike ouvre son propre compte YouTube.

## Artistes
- Axis of Justice
- Bad Acid Trip
- Buckethead
- The Cause
- Death by Stereo
- The F.C.C.
- Fair to Midland
- Khatchadour Tankian
- Kittens for Christian
- Serart
- Serj Tankian
- Slow Motion Reign
- Viza